# Monte Kabuto
Mount Kabuto (甲山 Kabuto-yama?) es una montaña en Nishinomiya, Hyōgo, Japón. Se encuentra ubicado en el extremo este de las Montañas Rokko, y su altura es de 309.2 m s. n. m.
El Monte Kabuto es un famoso lugar de pícnic en el área metropolitana de Kansai. Se trata de un monadnock de un volcán extinto que fue el último estima que han entrado en erupción hace unos 12 millones años. Esta montaña se encuentra en el Parque Forestal Kabutoyama.

## Historia
La montaña tiene la forma de un casco, 'kabuto' en japonés. Tiene una larga historia como un objeto de adoración por la gente alrededor de la montaña. Kanno-ji en el medio de la montaña es el lugar de culto de la montaña. 
Según el mito japonés, se cree que debido a la emperatriz Jingu que enterró su casco cuando iba a someter a Silla, una dinastía en la península coreana, esta montaña fue nombrada "Kabutoyama, literalmente "montaña casco".

## Acceso
- "Nigawa Station" de la Hankyū Imazu Line
- "Kōyōen Station" de la Hankyū Kōyō Line

## Vistas del Monte Kabuto

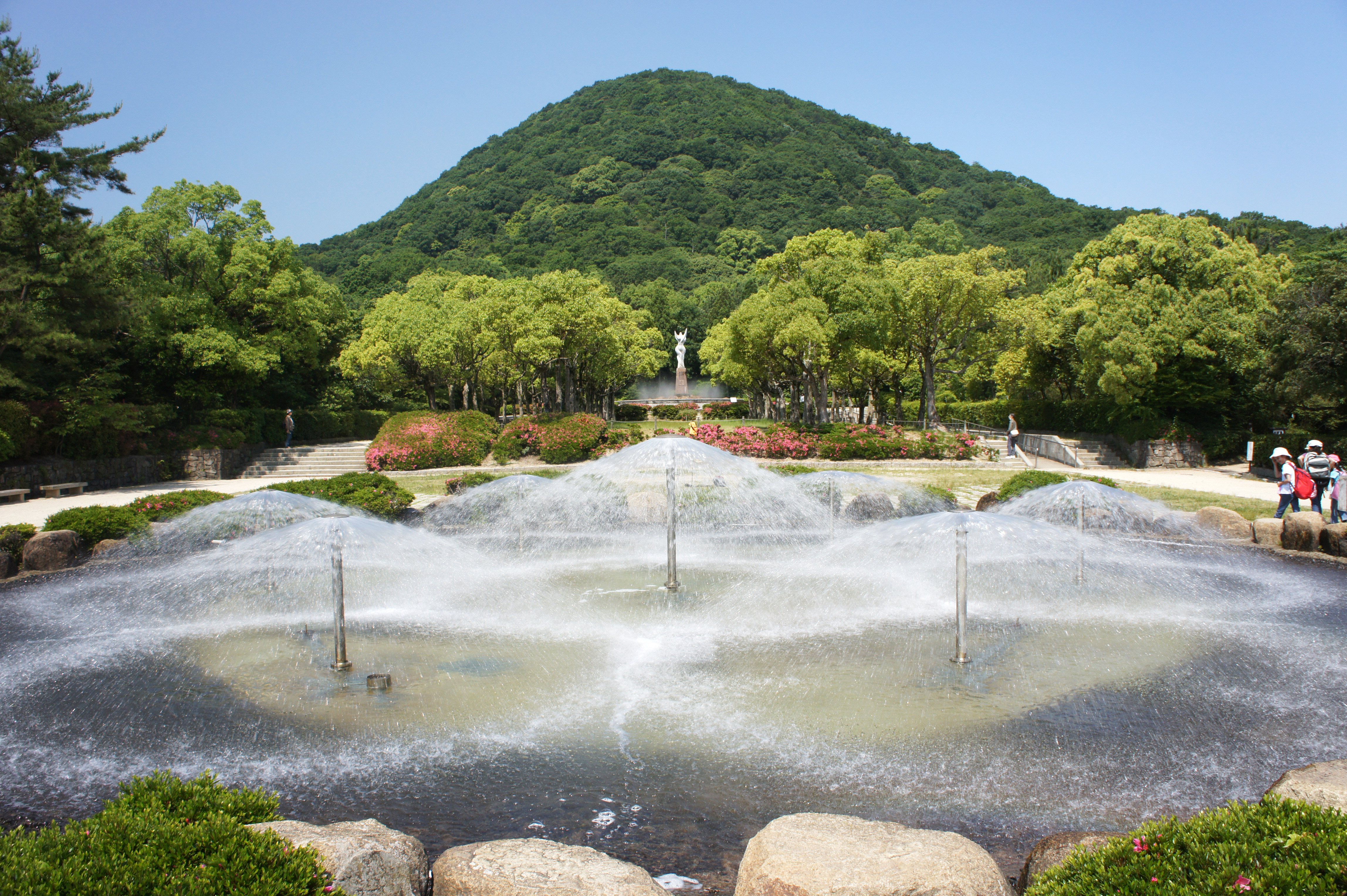
El Monte Kabuto desde el Parque Forestal Kabutoyama (1) (6/2010)
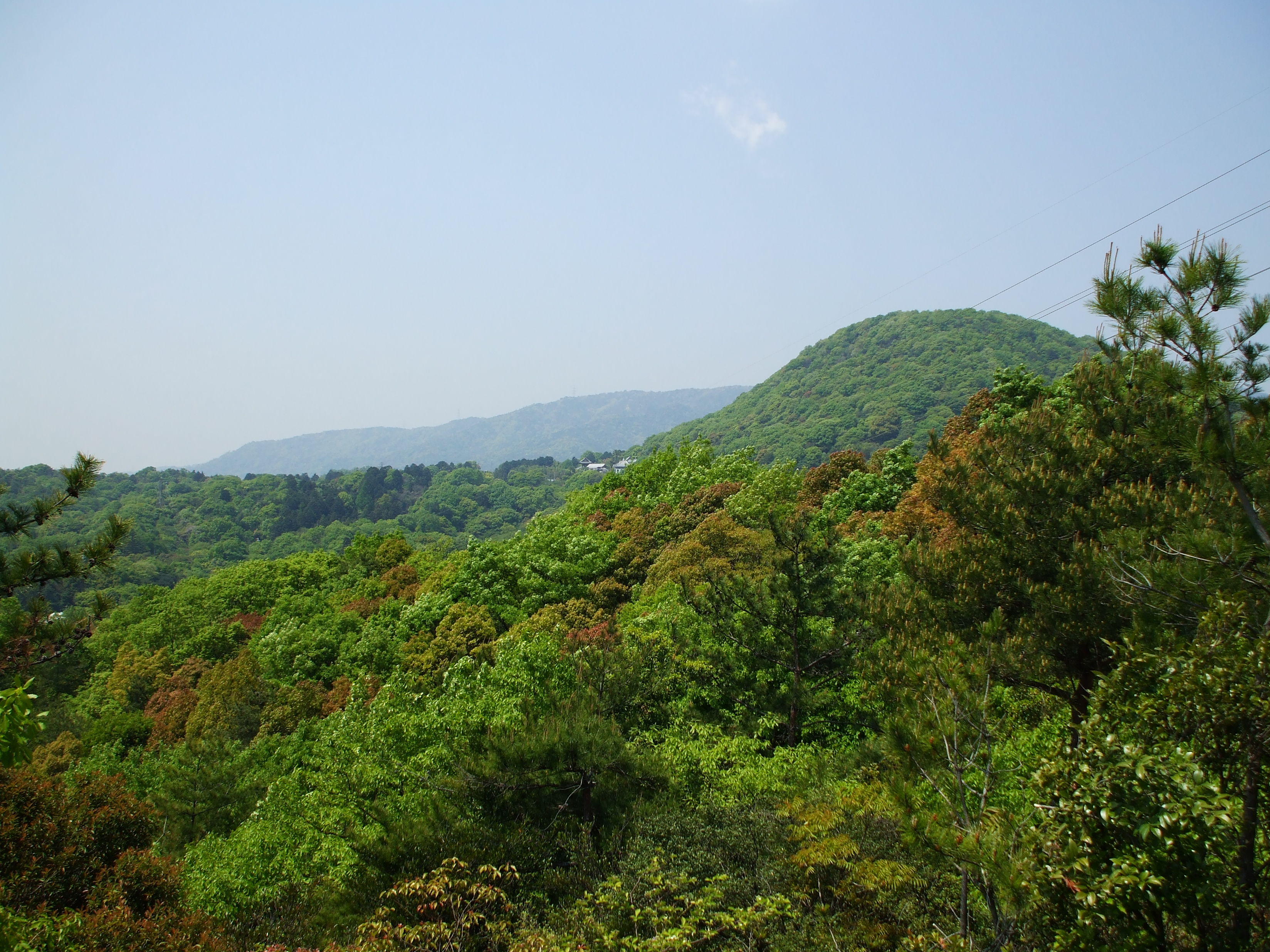
Monte Kabuto desde el Parque Forestal Kabutoyama (2) (4/2009)
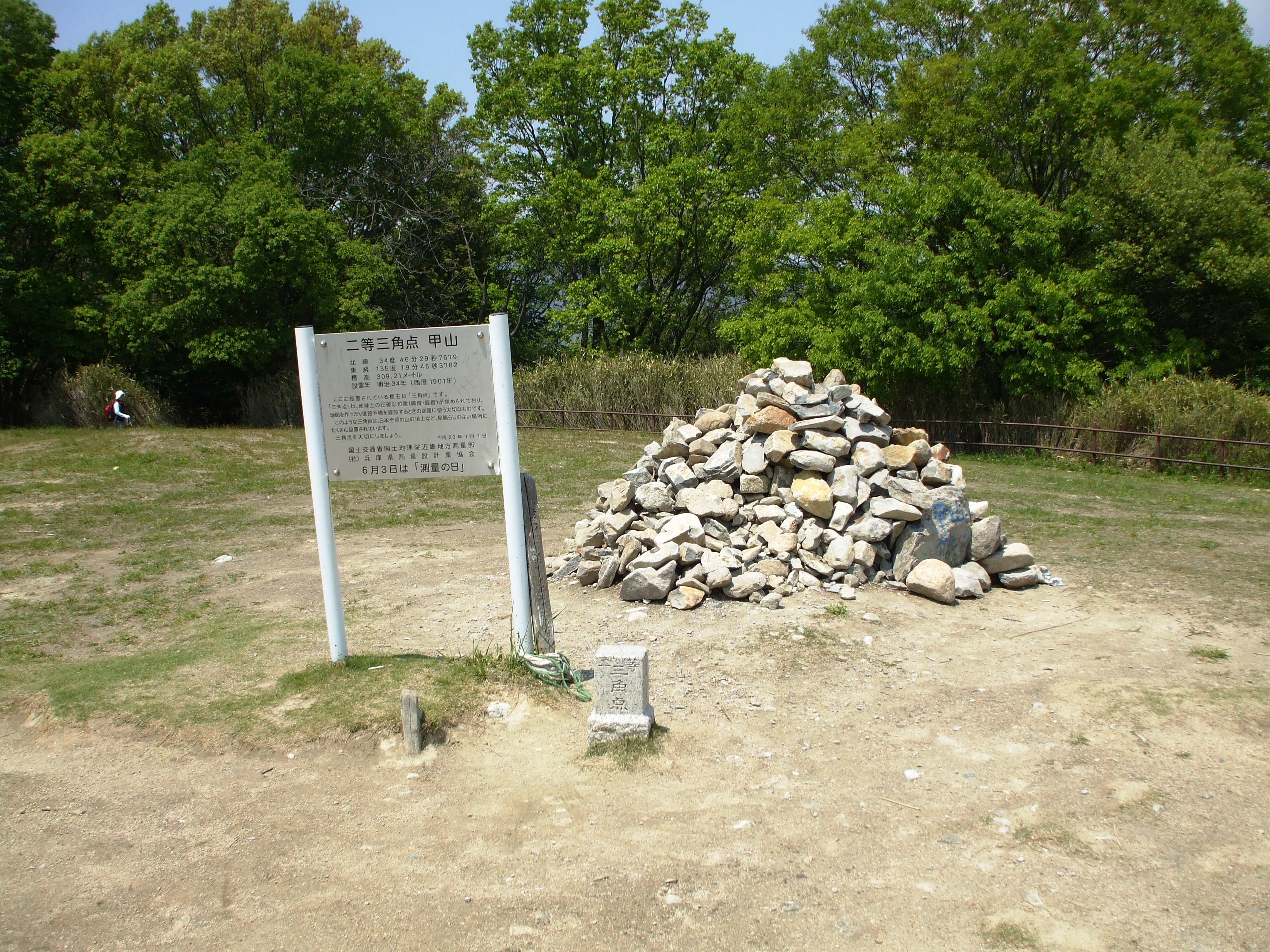
La cumbre del Monte Kasagata (4/2009)
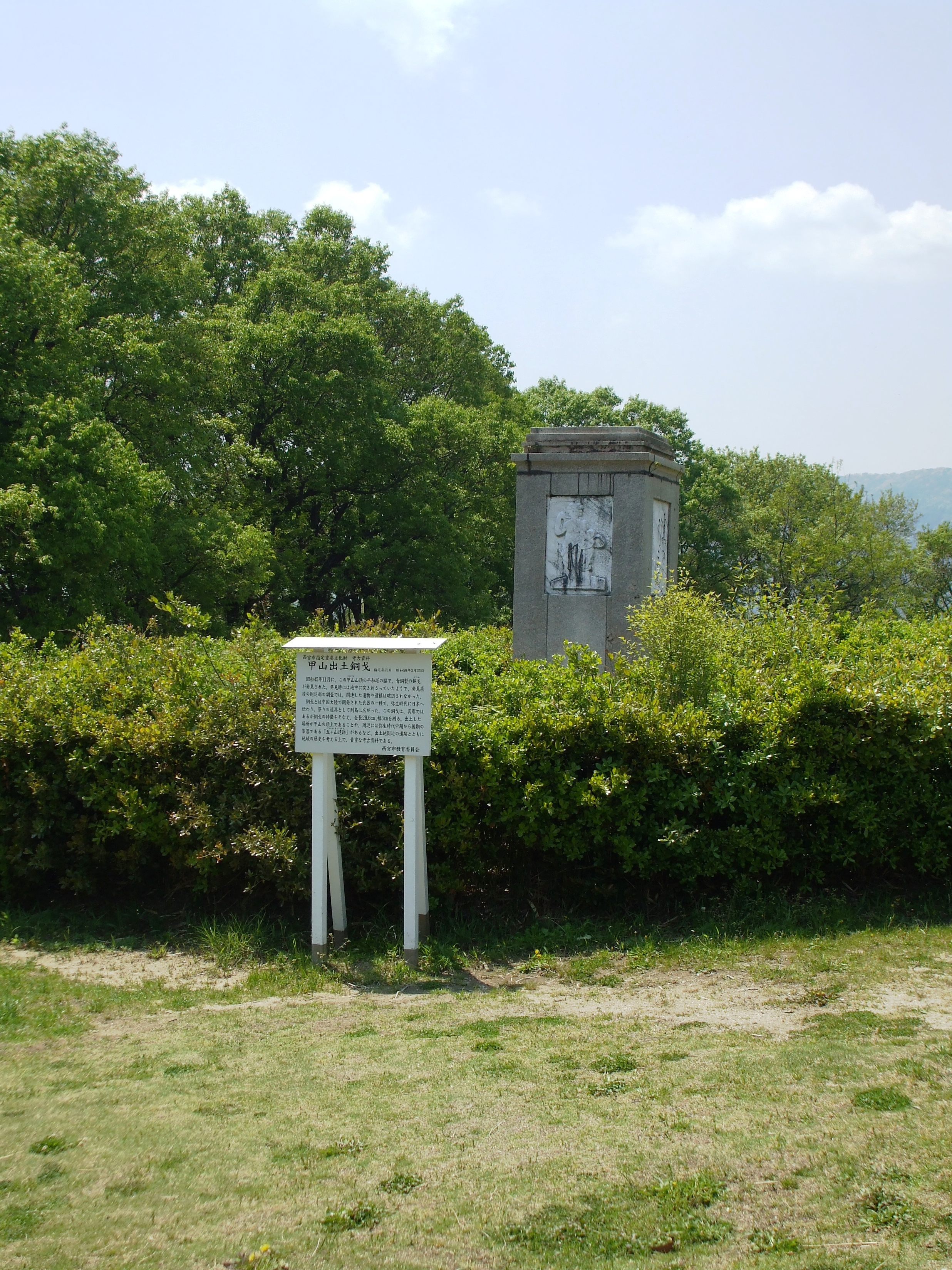
Vista de la cumbre del Monte Kabuto (1) (4/2009)
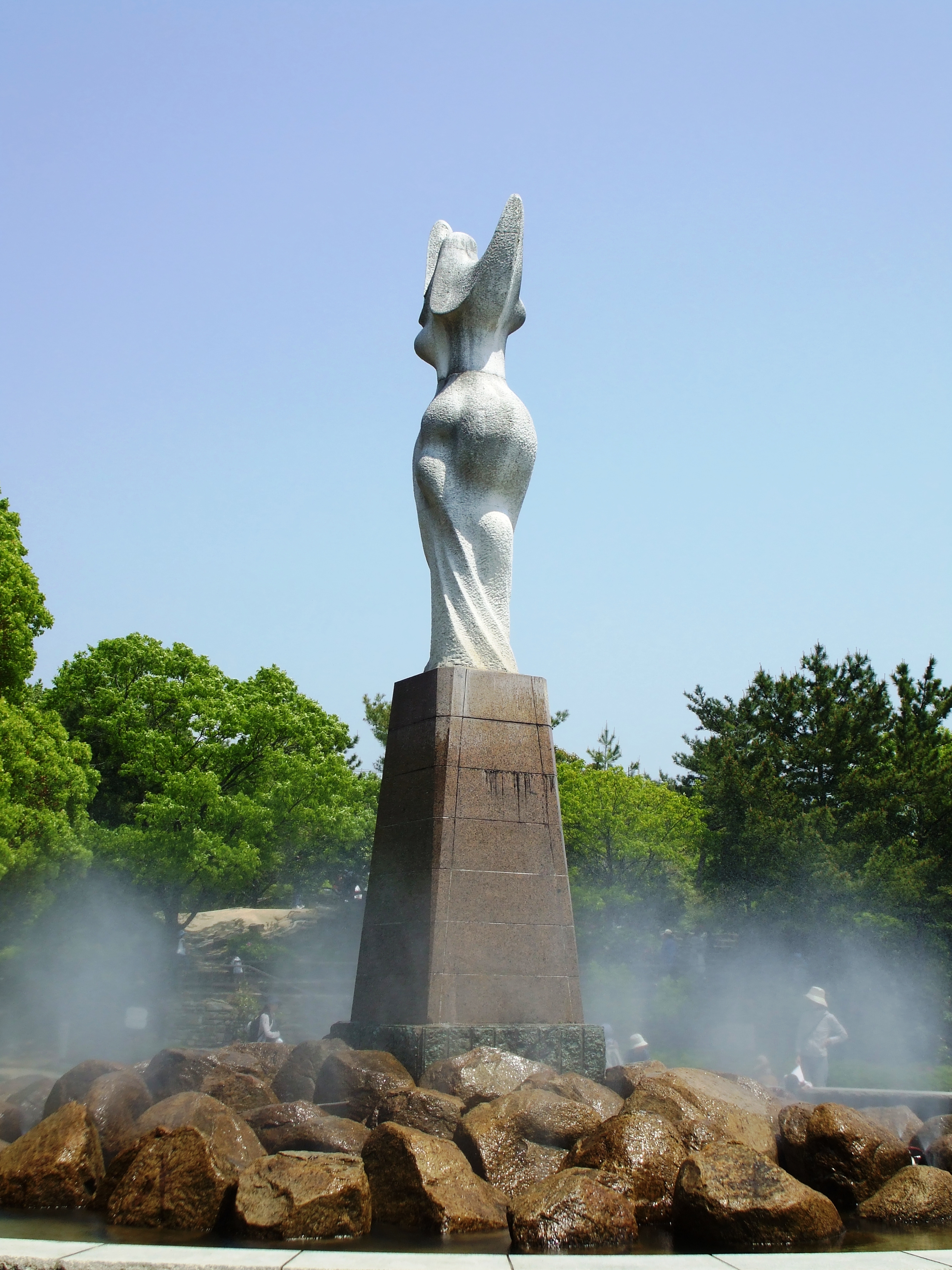
Un objeto del Parque Forestal Kabutoyama (4/2009)
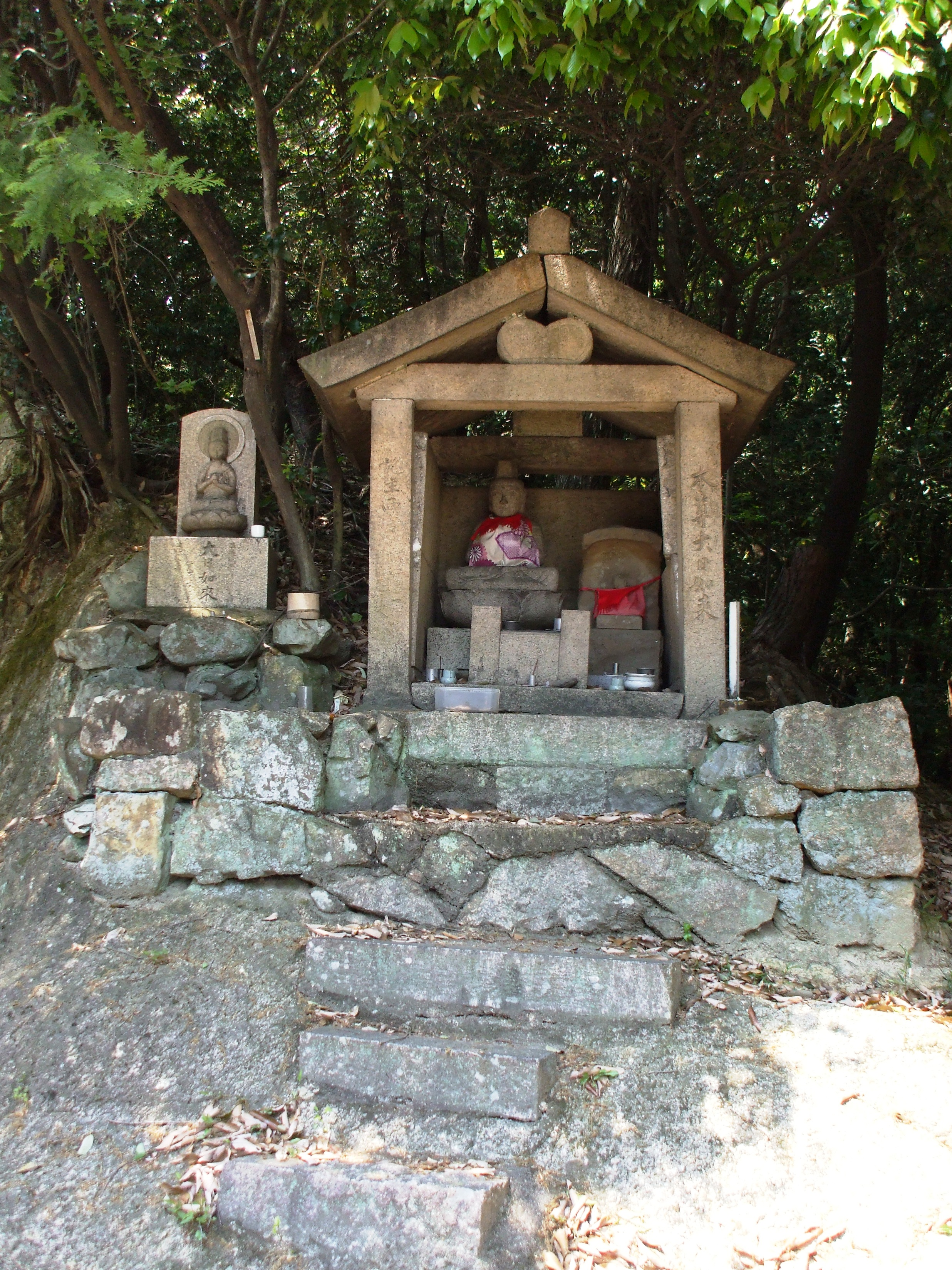
Objetos religiosos en el Monte Kabuto (4/2009)
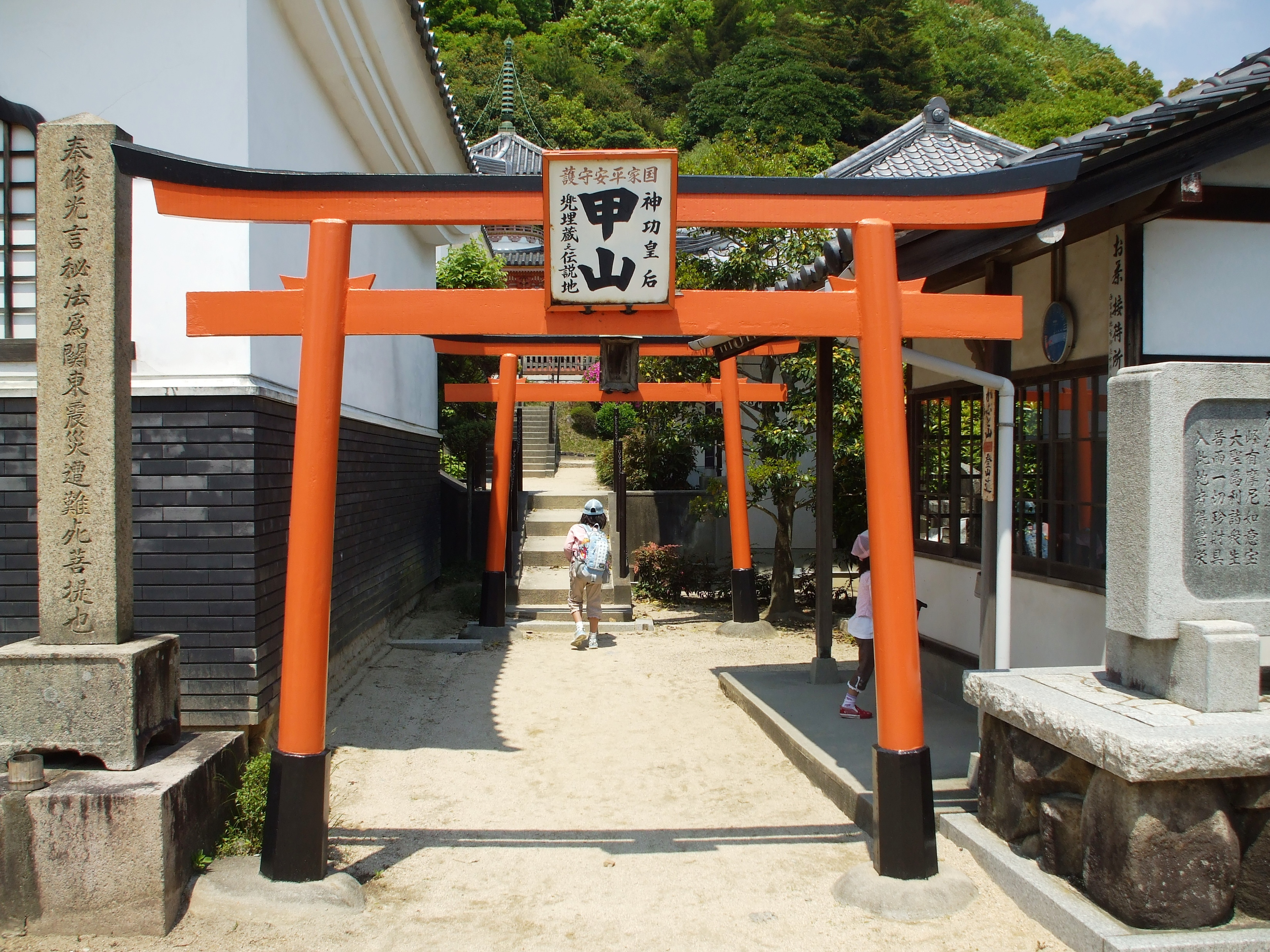
Una entrada al Monte Kabuto (4/2009)
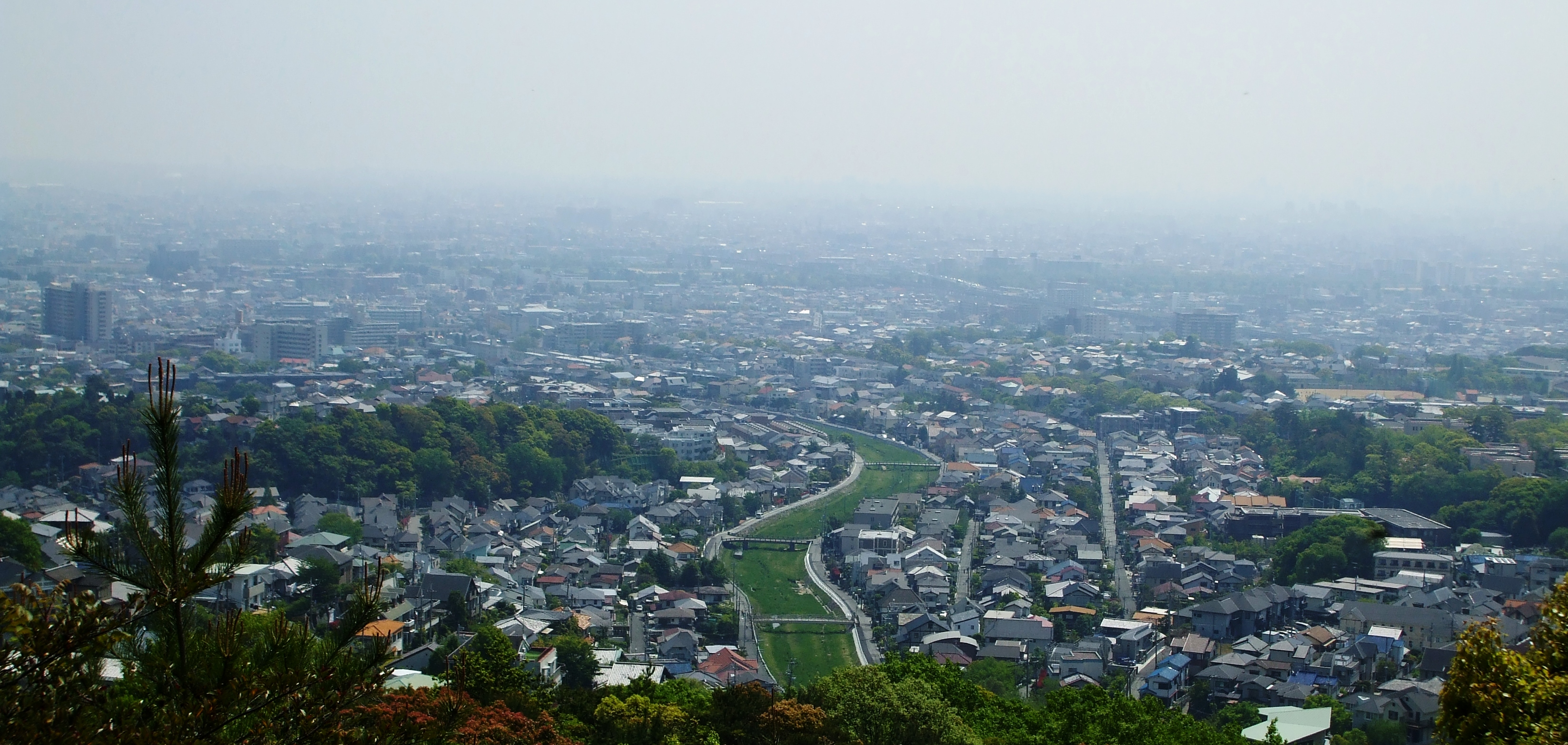
Llanura de Osaka desde el Parque Forestal Kabutoyama (4/2009)
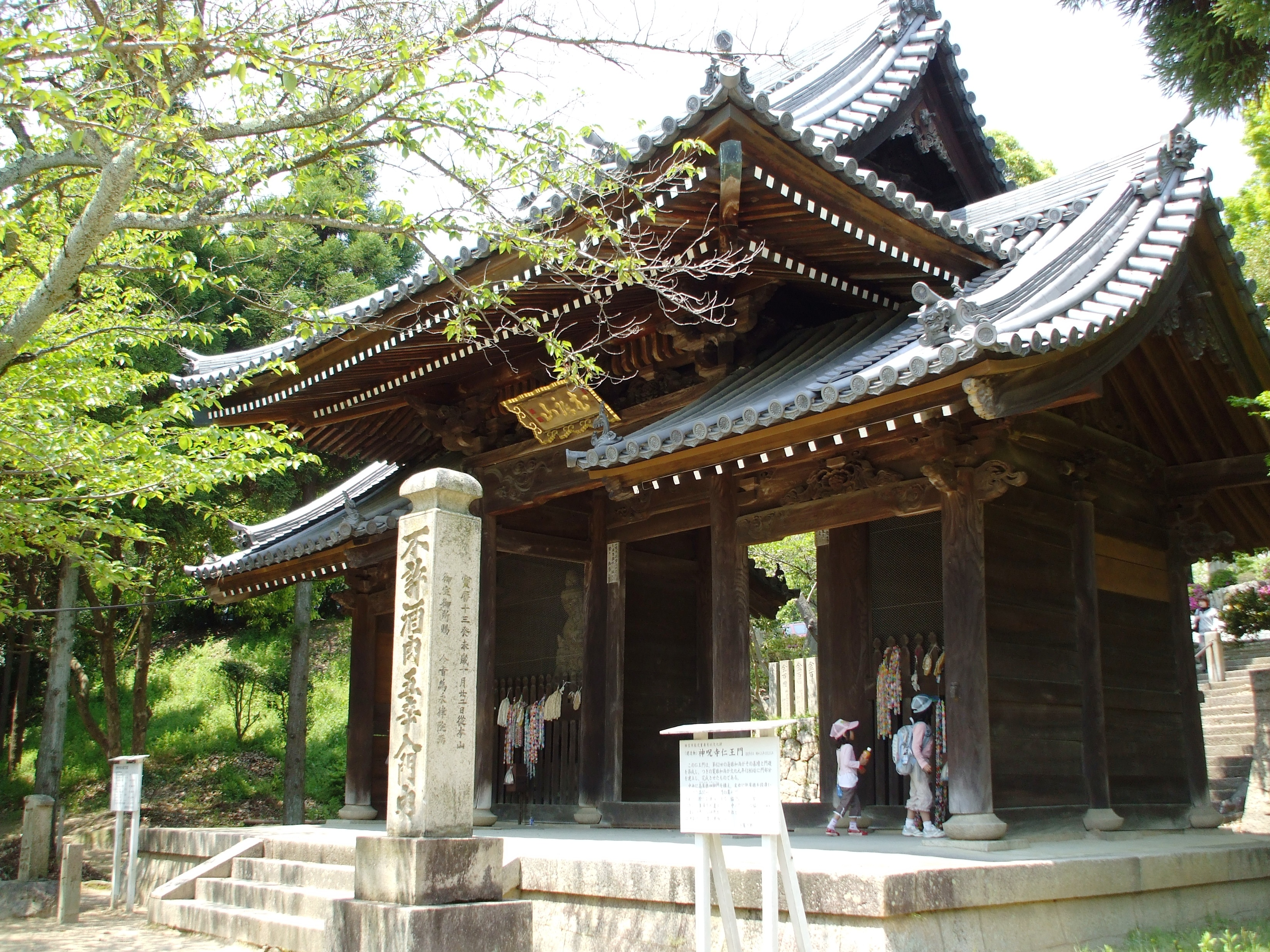
Lugar para el culto el templo Kanno-ji, en el Monte Kabuto (4/2009)
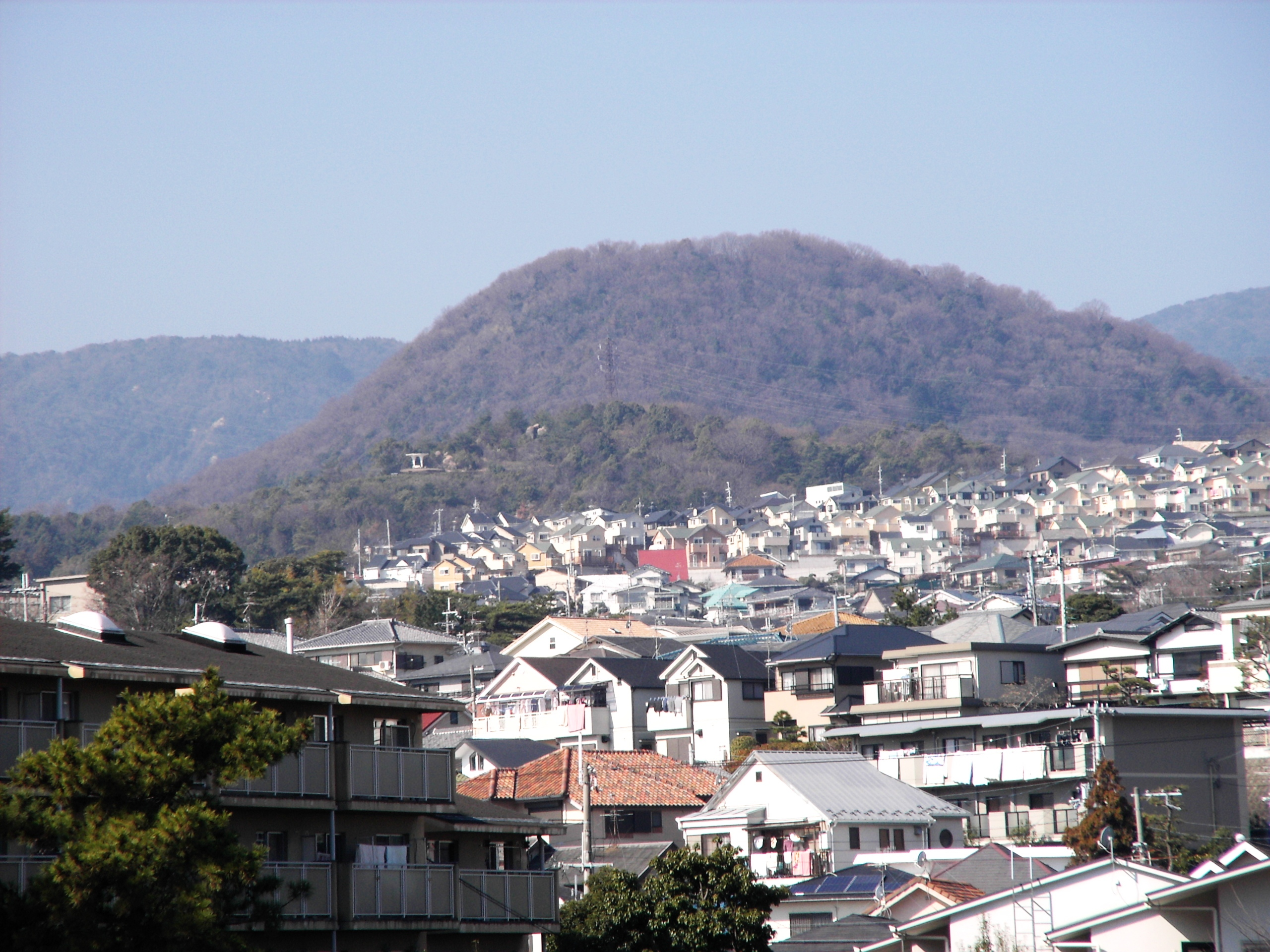
Monte Kabuto desde la charca de Bentenike (5/2007)